# Joanna Fabisiak
Joanna Fabisiak (Varsóvia; 7 de Julho de 1950 — ) é um político da Polónia. Ela foi eleito para a Sejm em 25 de Setembro de 2005 com 6693 votos em 19 no distrito de Varsóvia, candidato pelas listas do partido Platforma Obywatelska.
Ele também foi membro da Sejm 1997-2001.